# 橫山長隆
横山長隆（1539年—1583年6月11日）是前田氏家臣。加賀八家横山家初代當主。父親是橫山時隆。正室是杉彌左衛門的女兒。兒子有橫山長秀、橫山長知、橫山長忠、橫山常隆。女兒是奥村易英的正室。

## 生平
在天文8年（1539年）出生，父親横山時隆是美濃國多藝郡的豪族。後來成為多藝郡直江鄉的杉彌左衛門的婿養子。仕於清水城城主稻葉良通（通朝），與同僚鬥爭並殺害對方後逃到越前。後來仕於大野城城主金森長近，從金森家下野後在越前府中閑居並自稱半喜。在天正10年（1582年）仕於前田利長並擔任旗奉行。在天正11年（1583年）的賤岳之戰中出陣並擔任殿軍而戰死。享年45歲。